# Saint-André-les-Alpes
Pour les articles homonymes, voir Saint-André.
Saint-André-les-Alpes est une commune française, située dans le département des Alpes-de-Haute-Provence en région Provence-Alpes-Côte d'Azur.
Le nom de ses habitants est Saint-Andréens.

## Géographie

### Localisation

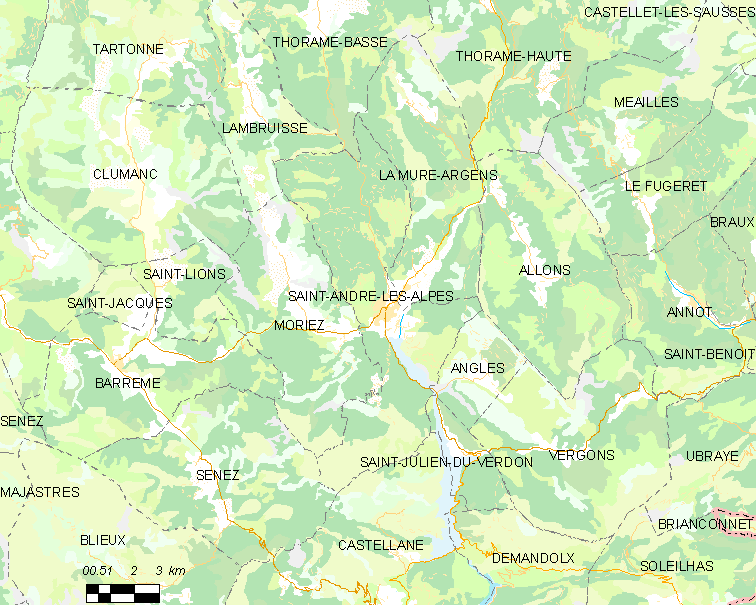
Saint-André-les-Alpes et les communes voisines (Cliquez sur la carte pour accéder à une grande carte avec la légende).

Saint-André-les-Alpes est située au confluent de l’Issole et du Verdon, et au bout du lac de Castillon, à 804 m d’altitude.
Les communes limitrophes sont  Allons, Angles, Castellane, La Mure-Argens, Lambruisse, Moriez, Saint-Julien-du-Verdon, Senez et Thorame-Basse.
Saint-André-les-Alpes est une des 46 communes adhérentes du parc naturel régional du Verdon.
Le périmètre de protection de la réserve naturelle géologique de Haute-Provence couvre également la commune de Saint-André-les-Alpes.

### Relief
- Le col des Robines (988 mètres)[3],[4]

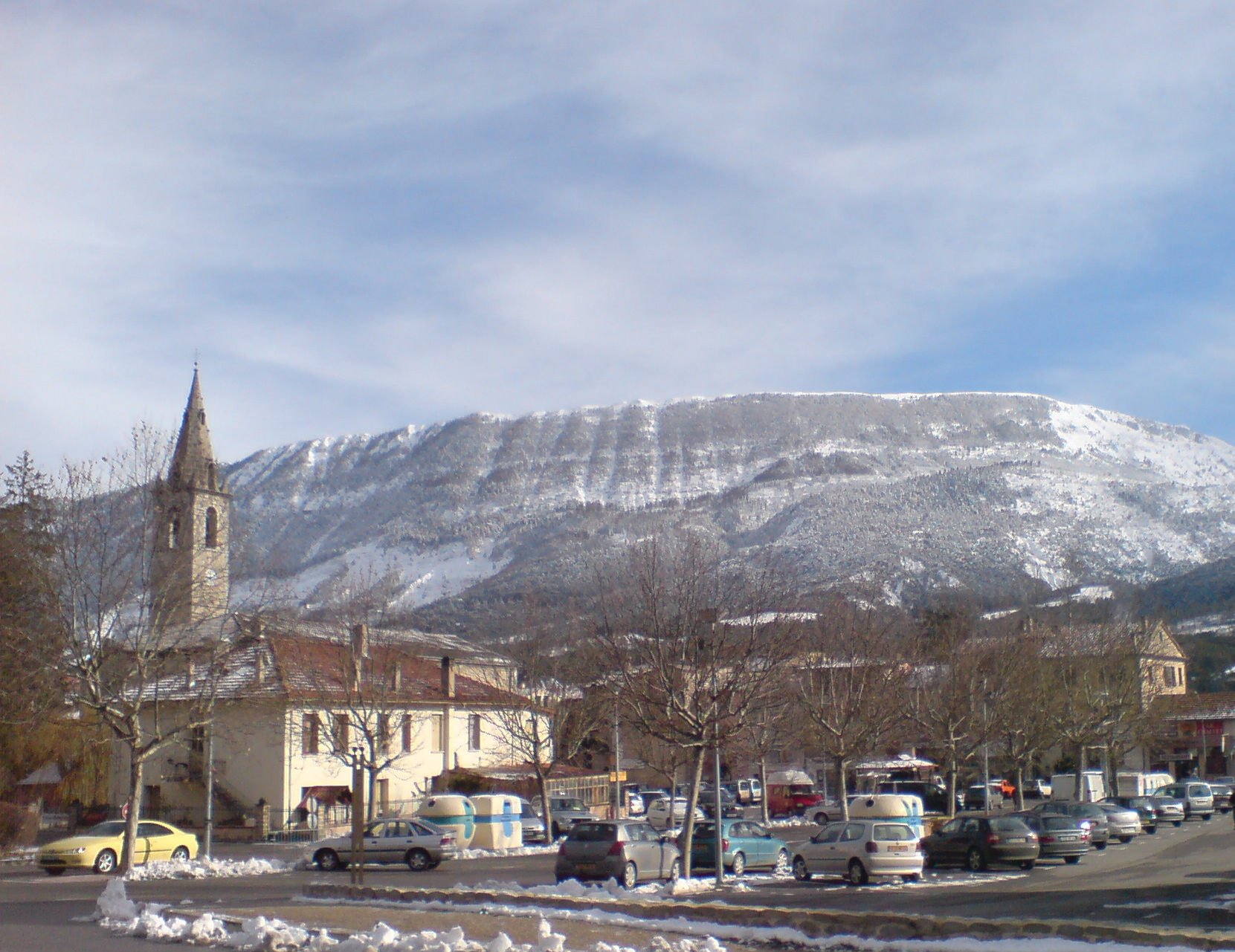
Crête de Chamatte, à l’Est du village (1778 m d’altitude au point le plus haut, le Serre Gros, à droite de l’image).

- Le sommet de la Reynière (1 726 mètres)[5]
- La montagne de l'Allier (1 789 mètres)[6]
- Le mont Chalvet (1 616 mètres)[7]
- Le sommet du Castellard (1 725 mètres)[8]
- La montagne de Maurel (1 771 mètres)
- Le pic de Chamatte (1 878 mètres)[9]
- Le sommet de Crémon (1 761 mètres)[10]

### Environnement

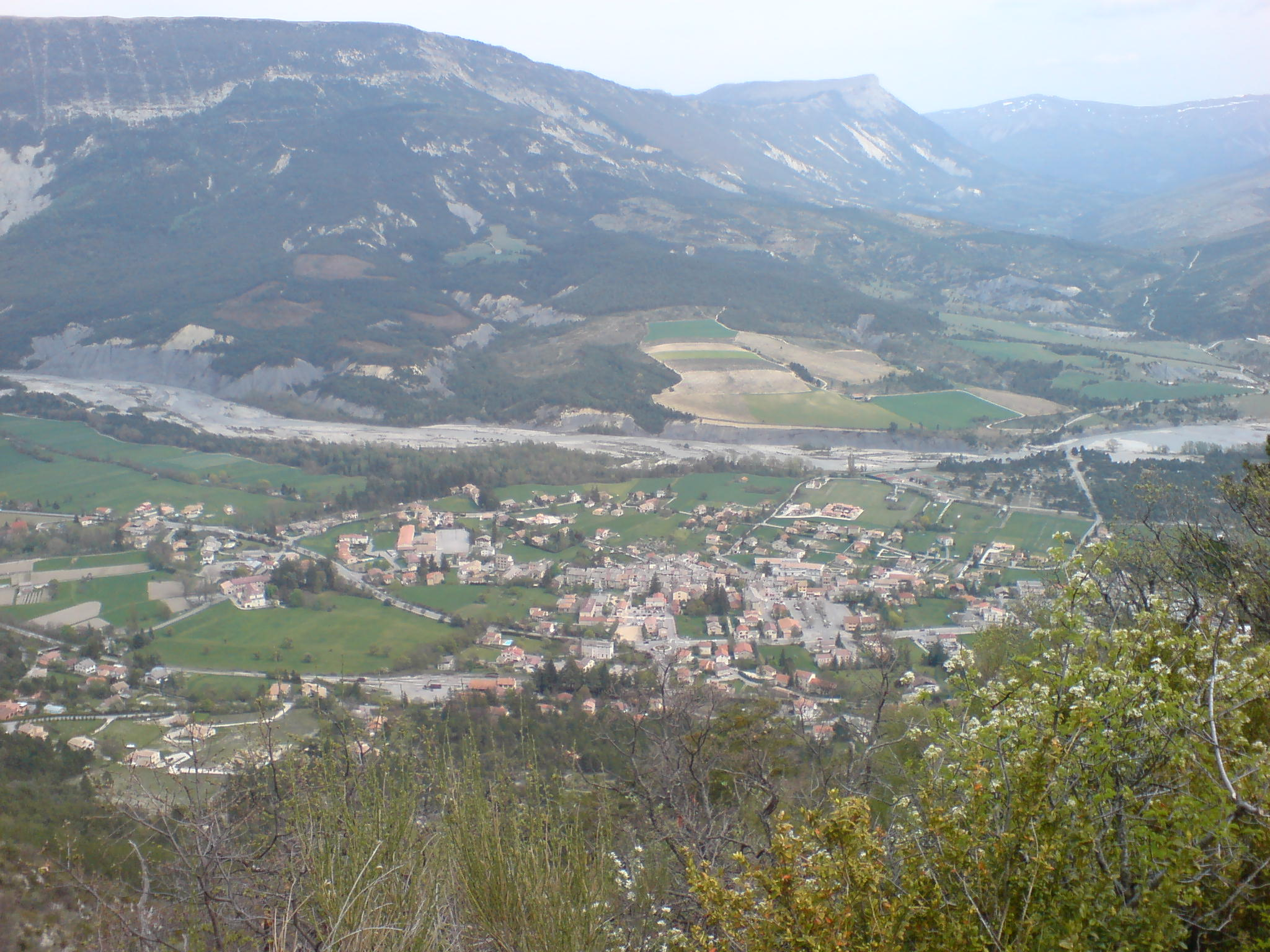
Village de Saint-André-les-Alpes et terroir de Méouilles sur la rive opposée du Verdon. Au fond, le Serre Gros et la crête de Chamatte.

La commune compte 3 187 ha de bois et forêts.

### Hydrographie et les eaux souterraines
- Le Verdon.
- Le lac de Castillon du Verdon[11].
- L'Issole
- Le Ravin de Fouranne (rd), 3,1 km, sur les deux communes de Lambruisse et Saint-André-les-Alpes.
- Le Ravin de la Moulière (rg), 6,3 km, sur les trois communes de Thorame-Basse, Saint-André-les-Alpes et La Mure-Argens.
- Le Ravin de l'Aget (rd), 3,3 km, sur la seule commune de Saint-André-les-Alpes[12].

### Climat
Pour des articles plus généraux, voir Climat de Provence-Alpes-Côte d'Azur et Climat des Alpes-de-Haute-Provence.
En 2010, le climat de la commune est de type climat des marges montargnardes, selon une étude du Centre national de la recherche scientifique s'appuyant sur une série de données couvrant la période 1971-2000. En 2020, Météo-France publie une typologie des climats de la France métropolitaine dans laquelle la commune est exposée à un climat de montagne ou de marges de montagne et est dans la région climatique Alpes du sud, caractérisée par une pluviométrie annuelle de 850 à 1 000 mm, minimale en été.
Pour la période 1971-2000, la température annuelle moyenne est de 10,3 °C, avec une amplitude thermique annuelle de 17 °C. Le cumul annuel moyen de précipitations est de 960 mm, avec 6,6 jours de précipitations en janvier et 5 jours en juillet. Pour la période 1991-2020, la température moyenne annuelle observée sur la station météorologique de Météo-France la plus proche, « La Mure-Argens », sur la commune de La Mure-Argens à 2 km à vol d'oiseau, est de 9,8 °C et le cumul annuel moyen de précipitations est de 891,5 mm. 
La température maximale relevée sur cette station est de 37,3 °C, atteinte le 28 juin 2019 ; la température minimale est de −21,9 °C, atteinte le 7 février 2012,,.
Les paramètres climatiques de la commune ont été estimés pour le milieu du siècle (2041-2070) selon différents scénarios d'émission de gaz à effet de serre à partir des nouvelles projections climatiques de référence DRIAS-2020. Ils sont consultables sur un site dédié publié par Météo-France en novembre 2022.

## Urbanisme

### Typologie
Au 1er janvier 2024, Saint-André-les-Alpes est catégorisée commune rurale à habitat dispersé, selon la nouvelle grille communale de densité à 7 niveaux définie par l'Insee en 2022.
Elle est située hors unité urbaine et hors attraction des villes,.

### Occupation des sols
L'occupation des sols de la commune, telle qu'elle ressort de la base de données européenne d’occupation biophysique des sols Corine Land Cover (CLC), est marquée par l'importance des forêts et milieux semi-naturels (92,5 % en 2018), une proportion sensiblement équivalente à celle de 1990 (92,4 %). La répartition détaillée en 2018 est la suivante : 
forêts (73,3 %), milieux à végétation arbustive et/ou herbacée (16,7 %), zones agricoles hétérogènes (3,2 %), espaces ouverts, sans ou avec peu de végétation (2,5 %), zones urbanisées (2,2 %), eaux continentales (2,1 %).
L'évolution de l’occupation des sols de la commune et de ses infrastructures peut être observée sur les différentes représentations cartographiques du territoire : la carte de Cassini (XVIIIe siècle), la carte d'état-major (1820-1866) et les cartes ou photos aériennes de l'IGN pour la période actuelle (1950 à aujourd'hui).

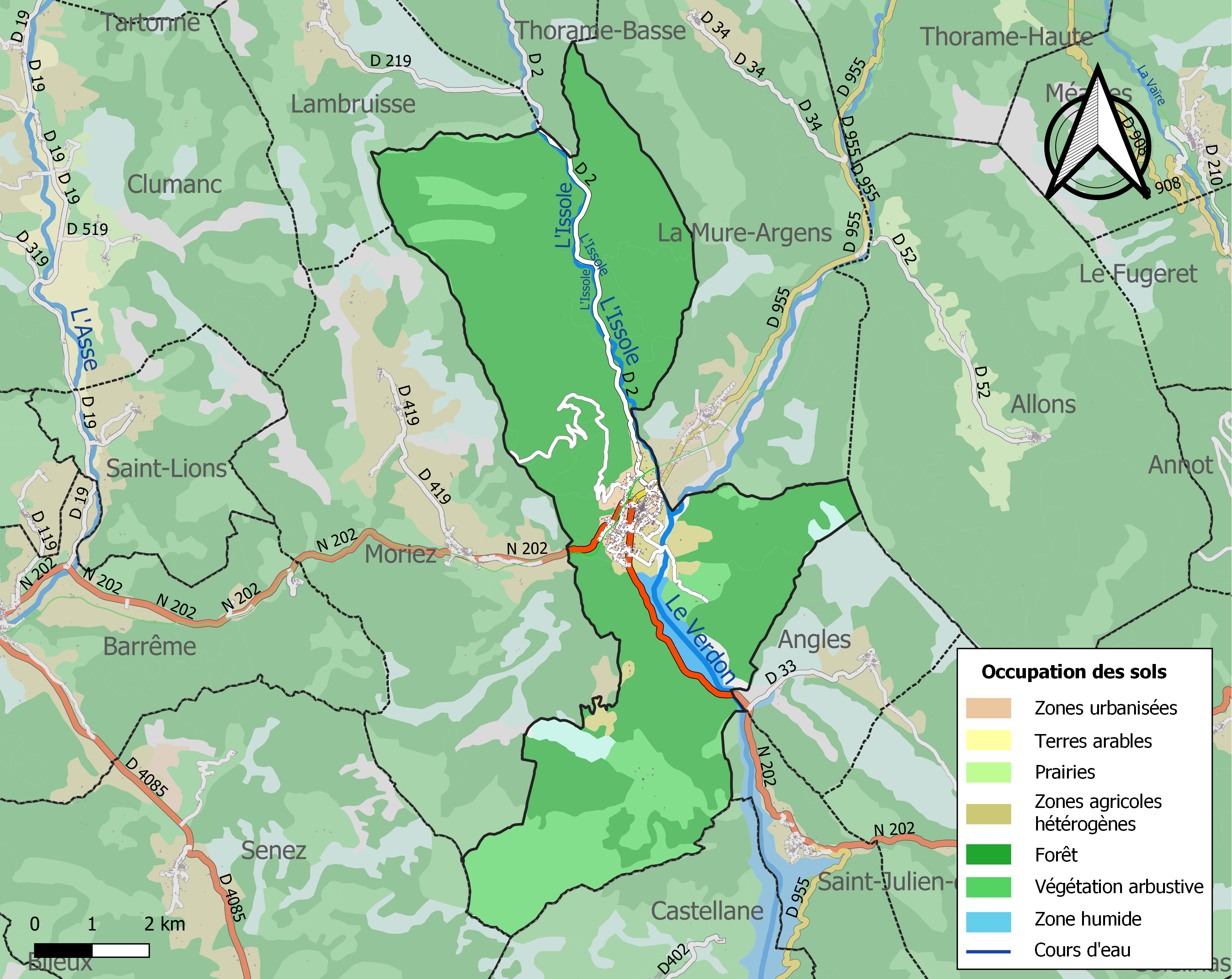
Carte de l'occupation des sols de la commune en 2018 (CLC).

### Voies de communications et transports

#### Voies routières
Saint-André-les-Alpes est desservi par la route nationale 202, départ de la route de la vallée de l’Issole, et de celle de la vallée du Haut-Verdon.

#### Transports en commun
- Transport en Provence-Alpes-Côte d'Azur
- Réseau régional de transport. La Région est responsable de trois réseaux de transports collectifs

##### Lignes ferroviaires
- La gare de Saint-André-les-Alpes, située sur la ligne de Nice à Digne, est desservie par la compagnie des chemins de fer de Provence[26].
  - Durées de trajets :

Saint-André-les-Alpes - Nice (entre 2 h 17 et 2 h 27)
Saint-André-les-Alpes - Annot (entre 36 et 40 min)
Saint-André-les-Alpes - Dignes-les-Bain (entre 55 et 57 min)

##### Transports aériens
En fonction des destinations, plusieurs aéroports (cf. tableau ci-contre).

##### Ports
- Ports en Provence-Alpes-Côte d'Azur :
  - Port Lympia (port de Nice) (111 km),
  - Port Hercule (Port de Monaco) (122 km).
  - Rade de Toulon (159 km),
  - Port de Marseille (173 km),

### Risques naturels et technologiques
La commune de Saint-André-les-Alpes est exposée à quatre risques naturels :
- avalanche,
- feu de forêt,
- inondation,
- mouvement de terrain.

La commune de Saint-André-les-Alpes est de plus exposée à un risque d’origine technologique, celui de transport de matières dangereuses par route. La route nationale 202 peut être empruntée par les transports routiers de marchandises dangereuses.
Aucun plan de prévention des risques naturels prévisibles (PPR) n’existe pour la commune ; le Dicrim existe depuis 2011. Parmi les catastrophes récentes, on note des inondations et coulées de boue en janvier 1994, et l’incendie de forêt du Chamatte, qui détruit 1 950 ha de forêt en 1982.

### Sismicité
Aucune des 200 communes du département n'est en zone de risque sismique nul. Le canton de Saint-André-les-Alpes est en zone 1b (sismicité faible) selon la classification déterministe de 1991, basée sur les séismes historiques, et en zone 4 (risque moyen) selon la classification probabiliste EC8 de 2011.

## Toponymie
Le nom du village apparaît pour la première fois vers 1200 (Sant Andrea), sous sa forme occitane, qui a été francisée par la suite,. La commune se nomme Sant-Andrièu en vivaro-alpin et en provençal.
Avec la fusion de la commune de Saint-André avec celle de Méouilles, en 1837, la commune prend le nom de « Saint-André-de-Méouilles ». Elle ne prendra le nom de Saint-André-les-Alpes en 1928.

## Histoire
Auguste fait la conquête de la vallée du Verdon en même temps que celle des Alpes, qu’il achève en 14 av. J.-C.. Il est difficile de connaître le nom du peuple gaulois qui peuplait la vallée, et le nom de la civitas dont les vallées de Saint-André dépendaient au Haut-Empire : Eturamina (Thorame), Civitas Saliniensum (Castellane) ou Sanitensium (Senez). À la fin de l’Empire romain, le rattachement à celle de Sanitensium, et à son diocèse, semblent avérés.

### Courchons
Courchons, qui apparaît pour la première fois dans les chartes en 1226 sous le nom de Corchono, relevait directement des comtes de Provence. Cette communauté compte 25 feux en 1315 et 4 en 1471. Sa population est de 189 habitants en 1765. En altitude, possédant un terroir uniquement fait de montagnes, froide et peu peuplée, aucune église ni chapelle n’y est fondée avant le XVIIe siècle. La fusion de Courchons avec Saint-André-les-Alpes date du 5 septembre 1966.

### Méouilles
Méouilles est signalée en 1278. Son église paroissiale relevait du chapitre de l’évêché de Senez, qui percevait donc les revenus à cette église. Le fief de Méouilles, d’après l’état d’afflorinement de 1783, était encore indépendant à la fin de l’Ancien Régime. La commune de Méouilles est rattachée à Saint-André en 1837, qui prend le nom de Saint-André-de-Méouilles.

### Saint-André
Saint-André-les-Alpes est fondée au XIIIe siècle par les habitants de Méouilles. La seigneurie est successivement une possession des Castellane aux XIIIe siècle et XIVe siècle, des Pontevès au XVIe siècle, des Forbin au XVIIe siècle et des Laugier au XVIIIe siècle. Sur le plan spirituel, la paroisse relevait de l’évêque de Senez, qui nommait le prêtre et percevait les redevances attachées à l’église.
La communauté s’agrandit de Troins.
À la veille de la Révolution française, il n’existait qu’un seul fiefs sur le territoire de Saint-André (d’après l’état d’afflorinement de 1783).

### Troins
Troins est signalée en 1237. La communauté comptait 29 feux en 1315, mais est fortement dépeuplée par la crise du XIVe siècle (Peste noire et guerre de Cent Ans) et complètement abandonnée en 1471,. Elle compte à nouveau 45 habitants en 1765, mais est finalement annexée par celle de Saint-André, en 1791. Le hameau est complètement dépeuplé en 1884, et son emplacement réel incertain. Le Seuil dans les gorges de l'Issole est un emplacement possible.

### Révolution française
Durant la Révolution, la commune de Saint-André compte une société patriotique, créée après la fin de 1792. Pour suivre le décret de la Convention du 25 vendémiaire an II invitant les communes ayant des noms pouvant rappeler les souvenirs de la royauté, de la féodalité ou des superstitions, à les remplacer par d'autres dénominations, la commune change de nom pour Verdissolle.
La commune de Troins, reconstituée en 1793, est absorbée entre 1795 et 1800.

### XIXesiècle
La Révolution et l’Empire apportent nombre d’améliorations, dont une imposition foncière égale pour tous, et proportionnelle à la valeur des biens de chacun. Afin de la mettre en place sur des bases précises, la levée d’un cadastre est décidée. La loi de finances du 15 septembre 1807 précise ses modalités, mais sa réalisation est longue à mettre en œuvre, les fonctionnaires du cadastre traitant les communes par groupes géographiques successifs. Ce n’est qu’en 1838 que les cadastres dit napoléoniens de Saint-André et de Courchons sont achevés.
En 1837, Saint-André, parfois appelé Saint-André-du-SeuilMireille Mistral, L’Industrie drapière dans la Vallée du Verdon (thèse de doctorat d’État en Sciences économiques, Académie d’Aix-en-Provence), Nice, 1951, 231 p., p.118.
```
(du nom du principal village de Troins
[
38
]
), fusionne avec 
Méouilles
. La nouvelle commune prend le nom de 
Saint-André-de-Méouilles
.
```

C’est à Saint-André qu’a débuté l’essor de l’industrie textile dans la vallée du Verdon au XIXe siècle. La manufacture André Honnorat est la plus ancienne et sert de modèle aux autres. Créée en 1819, elle produit 10 000 pièces de drap de laine en 1837. Une autre fabrique ouvre en 1837 (créée par Jean-Baptiste Honnorat, homonyme du précédent). Ancien maquignon, occasionnellement contrebandier, il construit une vaste fabrique (vaste par rapport aux maisons plus anciennes), rectangulaire, à deux étages, bien éclairée de hautes fenêtres, où il installe ses machines, des cardeuses et des fileuses achetées à Lyon, puis revendues et remplacées par d’autres venant de Vienne. Ces machines sont actionnées par l’énergie hydraulique (la fabrique est construite près de l’Issole). Il rachète ensuite les foulons déjà existants sur la commune, ce qui lui permet de réaliser toutes les opérations de transformation de la laine. La fabrique emploie jusqu’à 100 ouvriers. Elle ferme en 1886. Son exemple est suivi dans toute la vallée, et par Simon à Saint-André même. En 1856, il y quatre fabriques à Saint-André employant 100 ouvriers, puis 200 en 1858. Les effectifs employés déclinent ensuite : 142 en 1868, 84 en 1871, 100 en 1876 et 33 en 1879.
Les principales de la commune sont les fabriques Honnorat, Honnorat-Bongarçon et Arnaud (reconverties en logements). Elles ferment toutes à la Belle époque : la plus ancienne, Honnorat-Bongarçon, ferme en premier en 1886, la dernière, la fabrique Arnaud, en 1908.
Le chemin de fer (ligne de Nice à Digne) arrive à la gare de Saint-André-de-Méouilles le 15 mai 1892,. La gare de Saint-André reste le terminus des trains venant de Digne jusqu’à l’inauguration de la totalité de la ligne du 5 au 7 août 1911 en présence de Victor Augagneur, ministre des Travaux Publics.

### XXesiècle

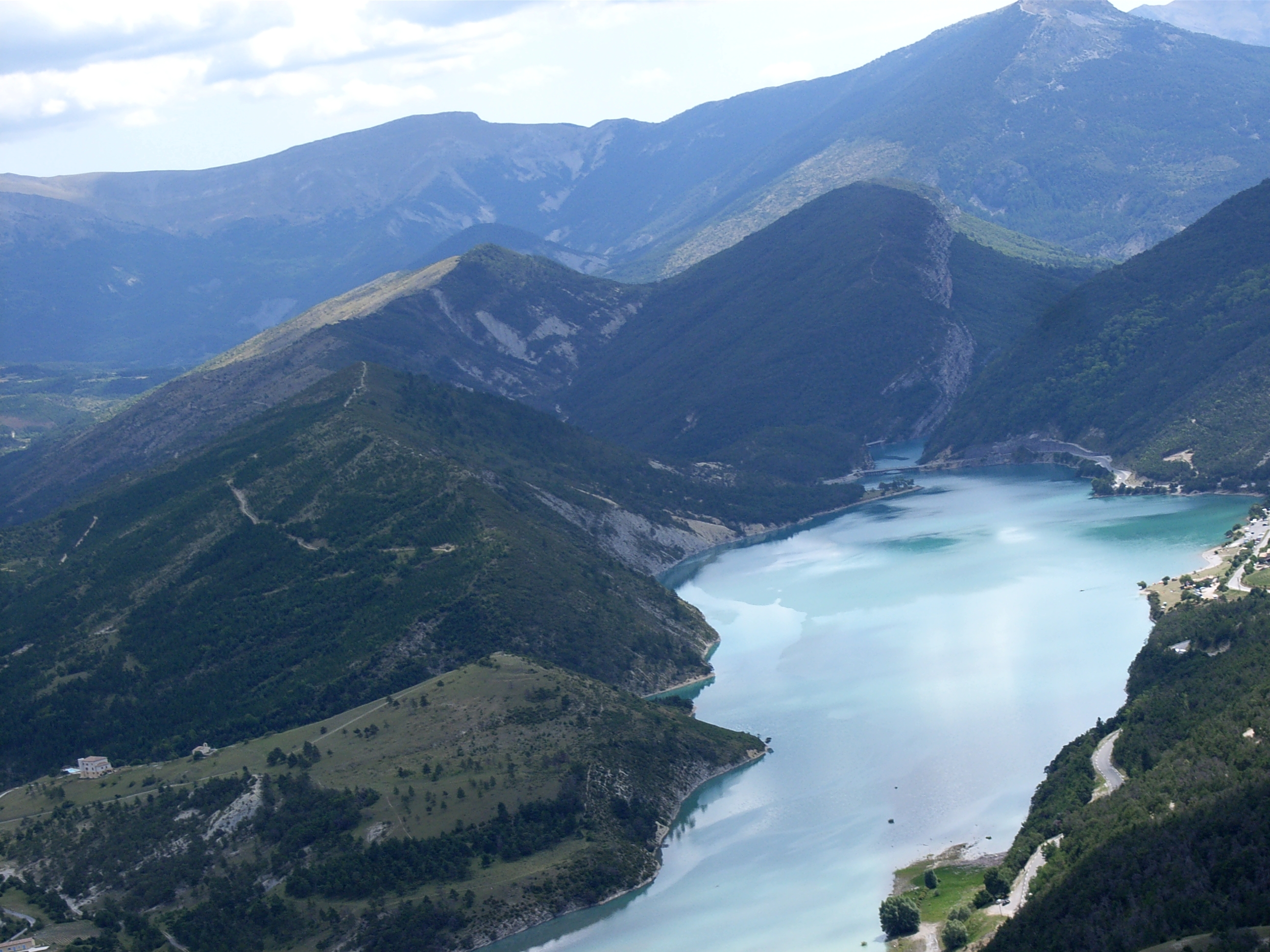
Partie du lac de Castillon proche du village de Saint-André-les-Alpes.

La commune est renommée Saint-André-les-Alpes en 1927.
En 1935 le champion cycliste Antonin Magne perdit le Tour de France au profit du Belge Romain Maes à la suite d'une crevaison provoquée par un tesson de bouteille dans la traversée de Saint-André-les-Alpes.
La commune a été décorée, le 11 novembre 1948, de la Croix de guerre 1939-1945.
En 1962, un hameau de forestage est créé pour accueillir des réfugiés harkis qui sont employés par les Eaux et Forêts.
En 1966, la commune de Courchons est rattachée à Saint-André.

## Politique et administration

### Liste des maires
| Période                                  | Période                       | Identité         | Étiquette    | Qualité                                                                                                  |
| ---------------------------------------- | ----------------------------- | ---------------- | ------------ | --- |
| Les données manquantes sont à compléter. |                               |                  |              | |
| 1790                                     | 1791                          | Henri Juglar     | modéré       | député à la Législative                                                                                  |
|                                          |                               |                  |              | |
| mai 1945                                 |                               | Louis Bourrillon |              | |
| avant 1968                               |                               | Léonce Raoust    | UNR          | Médecin                                                                                                  |
| 1983 (?)                                 | mars 2008                     | Jacques Boetti   | RPR puis UMP | Conseiller général                                                                                       |
| mars 2008                                | En cours (au 21 octobre 2014) | Serge Prato,     | DVD          | Professeur Président de la Communauté de communes Alpes Provence Verdon - Sources de Lumière (2017-2020) |

### Intercommunalité
Saint-André-les-Alpes a fait partie, jusqu'en 2016, de la communauté de communes du Moyen Verdon, puis depuis le 1er janvier 2017, de la communauté de communes Alpes Provence Verdon - Sources de Lumière.

### Jumelages
- Villetta Barrea (Italie) depuis 2003[67].

### Administrations
Une brigade de gendarmerie de proximité est implantée à Saint-André-les-Alpes.

#### Budget et fiscalité

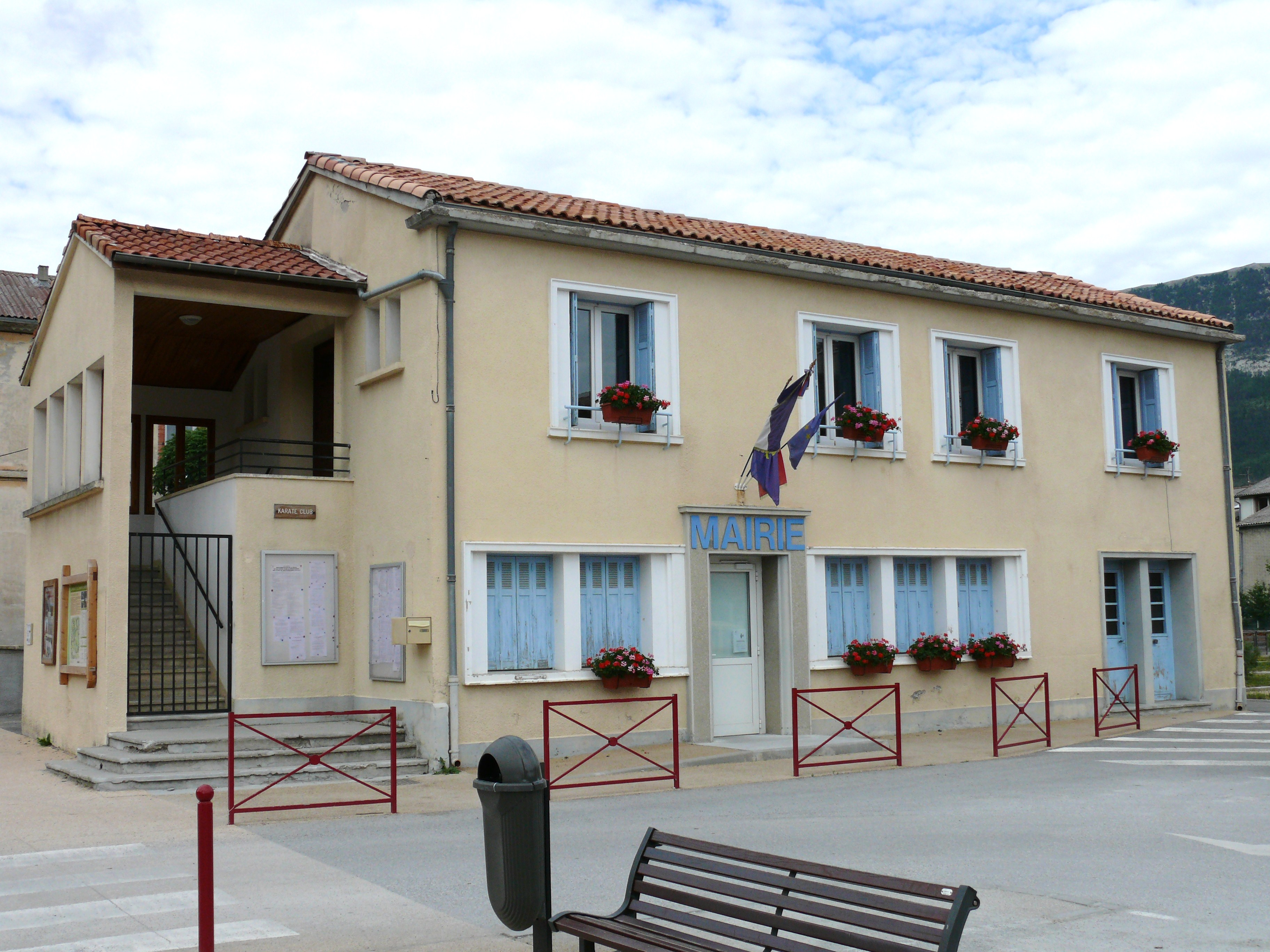
Mairie.

En 2017, le budget de la commune était constitué ainsi :
- total des produits de fonctionnement : 1 658 000 €, soit 1 699 € par habitant ;
- total des charges de fonctionnement : 1 099 000 €, soit 1 126 € par habitant ;
- total des ressources d’investissement : 276 000 €, soit 283 € par habitant ;
- total des emplois d’investissement : 226 000 €, soit 232 € par habitant.
- endettement : 1 847 000 €, soit 1 892 € par habitant.

Avec les taux de fiscalité suivants :
- taxe d’habitation : 12,39 % ;
- taxe foncière sur les propriétés bâties : 23,81 % ;
- taxe foncière sur les propriétés non bâties : 92,72 % ;
- taxe additionnelle à la taxe foncière sur les propriétés non bâties : 58,73 % ;
- cotisation foncière des entreprises : 24,47 %.

#### Chiffres clés Revenus et pauvreté des ménages en 2015
Chiffres clés Revenus et pauvreté des ménages en 2015 : Médiane en 2014 du revenu disponible, par unité de consommation : 19 909 €.

### Environnement
La décharge publique, ouverte en 1970, est fermée en 1989 aux ordures ménagères. Située sur les bords de l’Issole, elle contient 30 000 m3 de déchets, qui ont subi un terrassement, puis été recouverts d’une couche imperméable en 2009 pour éviter les pollutions.
Saint-André-les-Alpes et La Mure-Argens partagent une même déchèterie.

## Population et société

### Démographie
L'évolution du nombre d'habitants est connue à travers les recensements de la population effectués dans la commune depuis 1765. Pour les communes de moins de 10 000 habitants, une enquête de recensement portant sur toute la population est réalisée tous les cinq ans, les populations de référence des années intermédiaires étant quant à elles estimées par interpolation ou extrapolation. Pour la commune, le premier recensement exhaustif entrant dans le cadre du nouveau dispositif a été réalisé en 2006.

En 2022, la commune comptait 1 030 habitants, en évolution de +2,18 % par rapport à 2016 (Alpes-de-Haute-Provence : +2,84 %, France hors Mayotte : +2,11 %).
| 1765 | 1793 | 1800 | 1806 | 1821 | 1831 | 1836 | 1841 | 1846 |
| ---- | ---- | ---- | ---- | ---- | ---- | ---- | ---- | ---- |
| 567  | 555  | 581  | 665  | 687  | 785  | 771  | 847  | 947  |

| 1851 | 1856 | 1861 | 1866 | 1872 | 1876 | 1881 | 1886 | 1891 |
| ---- | ---- | ---- | ---- | ---- | ---- | ---- | ---- | ---- |
| 948  | 936  | 894  | 892  | 895  | 802  | 790  | 683  | 821  |

| 1896 | 1901 | 1906 | 1911 | 1921 | 1926 | 1931 | 1936 | 1946 |
| ---- | ---- | ---- | ---- | ---- | ---- | ---- | ---- | ---- |
| 667  | 654  | 733  | 636  | 541  | 605  | 712  | 579  | 708  |

| 1954 | 1962 | 1968 | 1975 | 1982 | 1990 | 1999 | 2006 | 2011 |
| ---- | ---- | ---- | ---- | ---- | ---- | ---- | ---- | ---- |
| 658  | 751  | 952  | 901  | 852  | 794  | 818  | 912  | 915  |

| 2016  | 2021  | 2022  | - | - | - | - | - | - |
| ----- | ----- | ----- | - | - | - | - | - | - |
| 1 008 | 1 023 | 1 030 | - | - | - | - | - | - |

L’histoire démographique de Saint-André-les-Alpes, après la saignée des XIVe et XVe siècles et le long mouvement de croissance jusqu’au début du XIXe siècle, est marquée par une période d’« étale » où la population reste relativement stable à un niveau élevé. Cette période dure une seule génération à Saint-André, de 1846 à 1872. L’exode rural provoque ensuite un mouvement de baisse de la population de longue durée. Cependant, et contrairement à de nombreuses communes du département, Saint-André n’accuse jamais la perte de plus de la moitié de sa population par rapport au maximum historique de 1851. Les minimums de population sont atteints dans l’entre-deux guerres mondiales. Depuis la fin des années 1960, la population oscille entre 800 et 1 000 habitants.
|             | 1315 | 1471 |
| ----------- | ---- | ---- |
| Saint-André | 29   | 20   |
| Troins      | 29   |      |
| Méouilles   | 11   | 7    |
| Courchons   | 25   | 4    |

### Santé
La commune dispose d'un cabinet médical et d'une pharmacie.
Les hôpitaux, cliniques, professionnels de santé les plus proches sont :
- à Manosque (84,6 km):
  - Clinique Médicale Jean Giono,
  - Centre Hospitalier de Manosque,
- à Digne-les-Bains (47 km)
  - Centre hospitalier de Digne-les-Bains. Les hôpitaux de la ville disposent de 480 lits[79],[1].
  - Une maison de santé de Digne-les-Bains, portée par l’association « Groupement pluridisciplinaire de professionnels de santé de Digne-les-Bains »[80].
  - La ville dispose de nombreux professionnels de santé : médecins[81], chirurgiens dentistes, cabinets de kinésithérapeute, pharmacies...
- EPS Pierre Groues de Barcelonnette, Lumière de Riez, Vallée de La Blanche Seyne.
- Professionnels et établissements de santé à Castellane (89 km) :
  - Maison de Santé pluriprofessionnelle « Ducelia »[82].
  - Hôpital local-maison de retraite[83].
  - Professionnels de santé : Médecins, Cabinet dentaire, infirmiers, pharmacie.
- Maison de retraite EHPAD[84],[85].

### Enseignement
Comme de nombreuses communes du département, celles de Saint-André-de-Méouilles et de Courchons se dotent d’écoles bien avant les lois Jules Ferry : en 1863, elles comptent chacune leur école dispensant une instruction primaire aux garçons, implantée au village chef-lieu

. À Courchons, aucune instruction n’est donnée aux filles : ni la loi Falloux (1851), qui impose l’ouverture d’une école de filles aux communes de plus de 800 habitants, ni la première loi Duruy (1867), qui abaisse ce seuil à 500 habitants, ne concerne Courchons. Par contre, Saint-André applique la loi Falloux>,. Si Saint-André profite de la deuxième loi Duruy (1877) pour construire une école neuve, Courchons s’abstient, et ce n’est qu’avec les lois Ferry que les filles de Courchons sont scolarisées.
La commune dépend de l'académie d'Aix-Marseille. Les élèves commencent leur scolarité à l'école primaire du village, qui accueille , puis au collège René Cassin de la commune.
Saint-André-les-Alpes est aujourd'hui dotée de deux établissements d’enseignement :
- une école primaire[93]
- le collège René-Cassin[94] (avec 35 postes en 2009[95]).

La commune dispose également d’une médiathèque municipale informatisée.

### Cultes
La paroisse catholique de Saint André les Alpes dépend du Diocèse de Digne, Riez et Sisteron,.

## Économie

### Agriculture

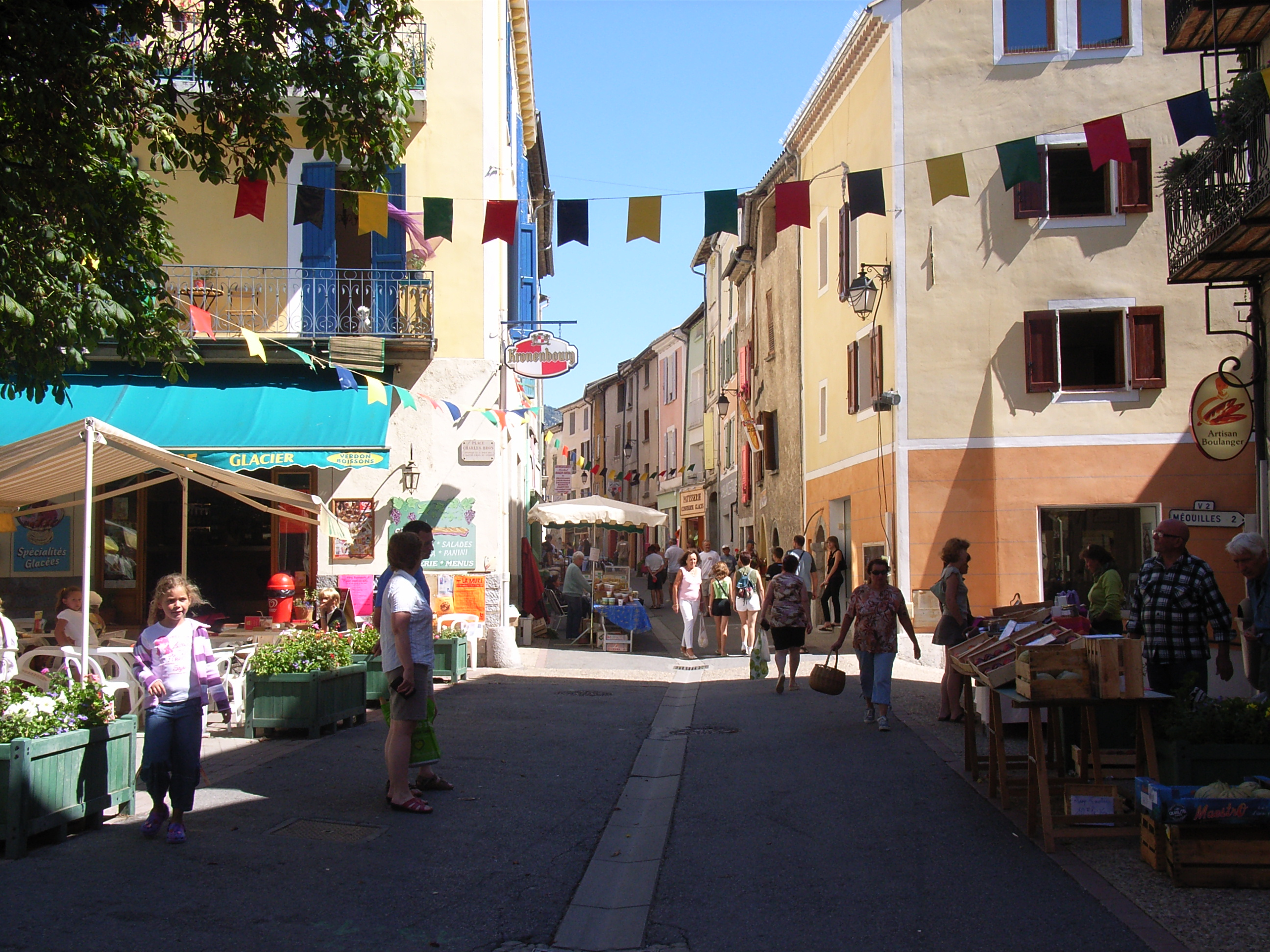
Marché hebdomadaire à Saint-André-les-Alpes.

Le nombre d’exploitants installés sur la commune a augmenté dans les années 2000, passant de 4 à 7. Les exploitations sont tournées vers les grandes cultures et l'élevage. Le domaine pastoral de l'ancienne commune de Courchons représente 392 ha, dont 100 ha privés. Il permet de faire pâturer 2 100 brebis sur la montagne de l'Aup. La commune a construit une cabane pastorale et un impluvium pour soutenir l'élevage ovin.
Un exploitant de la commune produit de la lavande.
Un marché paysan a lieu chaque semaine dans le centre-ville. 

### Artisanat - Industrie

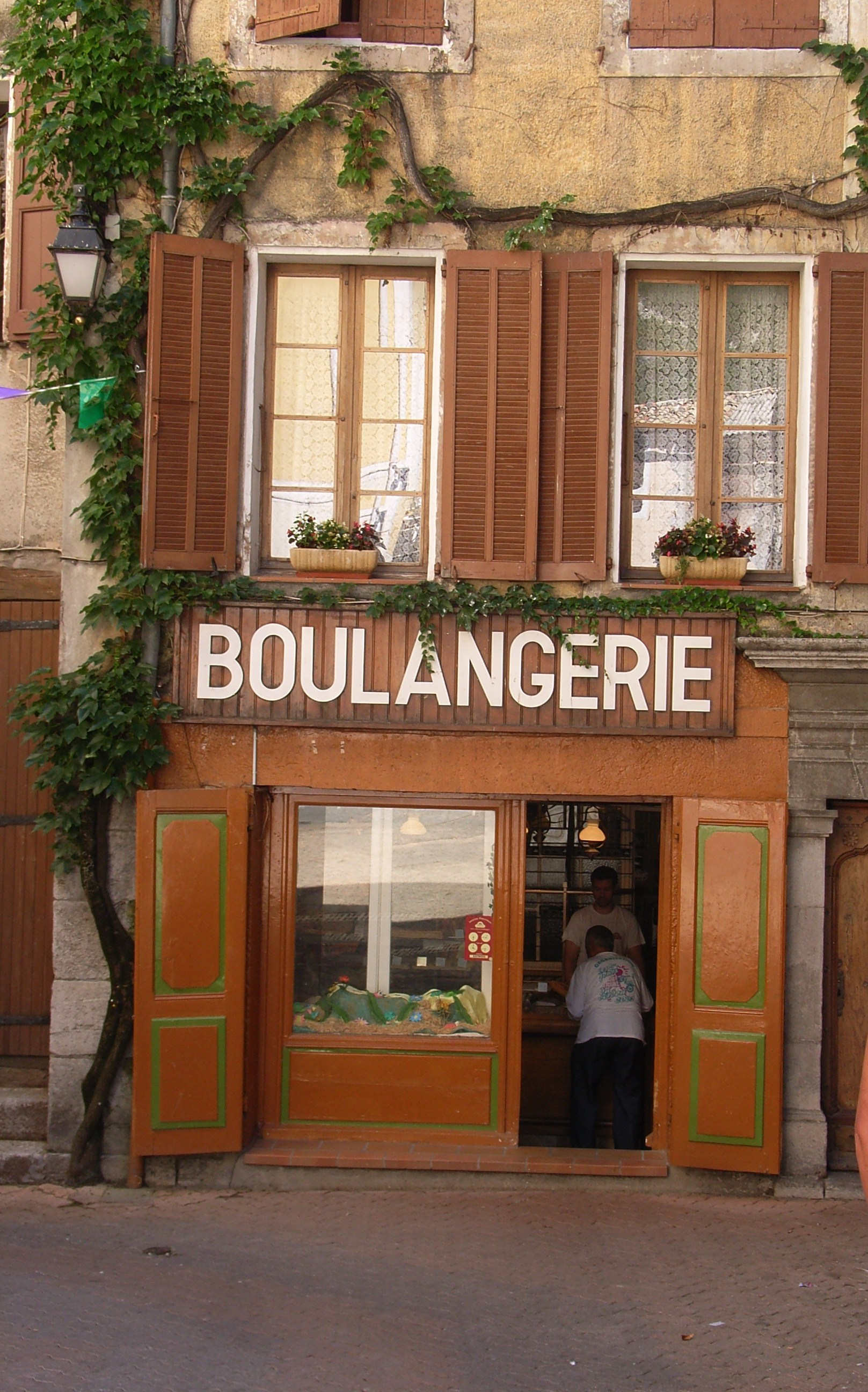
Boulangerie à Saint-André-les-Alpes.

Quelques entreprises se sont implantées sur la zone artisanale, dont Stick'air, entreprise produisant des enseignes et des lettrages adhésifs, qui emploie 15 salariés.

### Activités de service
Saint-André-les-Alpes fonde une grande part de son activité sur le tourisme, principalement estival : campings (2 en 2008), hôtels (5 en 2008), quelques restaurants. Depuis les années 1980, le vol libre en deltaplane et parapente anime le ciel du village, grâce à l'organisation de compétitions nationales et internationales. Le site de départ du Chalvet est mondialement réputé et de nombreux records ont été battus de ce départ.
Les métiers de bouche et les commerces touristiques sont représentés dans le vieux village.

## Culture locale et patrimoine

### Lieux et monuments
- Le château de Méouilles, ancienne résidence de la famille d'Aillaud[103], situé sur la colline du village disparu de Méouilles, au sud de Saint-André, est une bâtisse, avec une tour ronde à l’angle ; il date du milieu du XVIIe siècle[104]. Sur la placette du village, l’ancienne maison seigneuriale a été transformée en hôtel (Trotabas puis du Parc)[105].
- Le moulin à farine, puis usine de draps dite Fabrique Arnaud, actuellement maison[106],[107].
- La fontaine de la placette, surmontée d’un piédouche,  elle date de 1790[108].
- lac de Castillon, le Moyen-Verdon
- Ponts Julien : les ponts Julien ou Saint-Julien[109] : le pont Julien antique, effondré vers 1650, a été reconstruit en 1698. La route d’Annot à Castellane passait sur ce pont ; la route de Saint-André à Castellane passait dessous, rive droite. Le nouveau pont date de 1947, son tablier fait 81 m de long. L’arc fait 61 m de corde. Il a la particularité de faire reposer le tablier sur l’arche par l’intermédiaire de poteaux entretoisés[110].
- au lieu-dit les 7 arches[111], en remontant la vallée de l’Issole, se trouvent les trois arches subsistantes d’un aqueduc construit pour l’irrigation au XIXe siècle[112].

Ponts de Saint-André-les-Alpes.
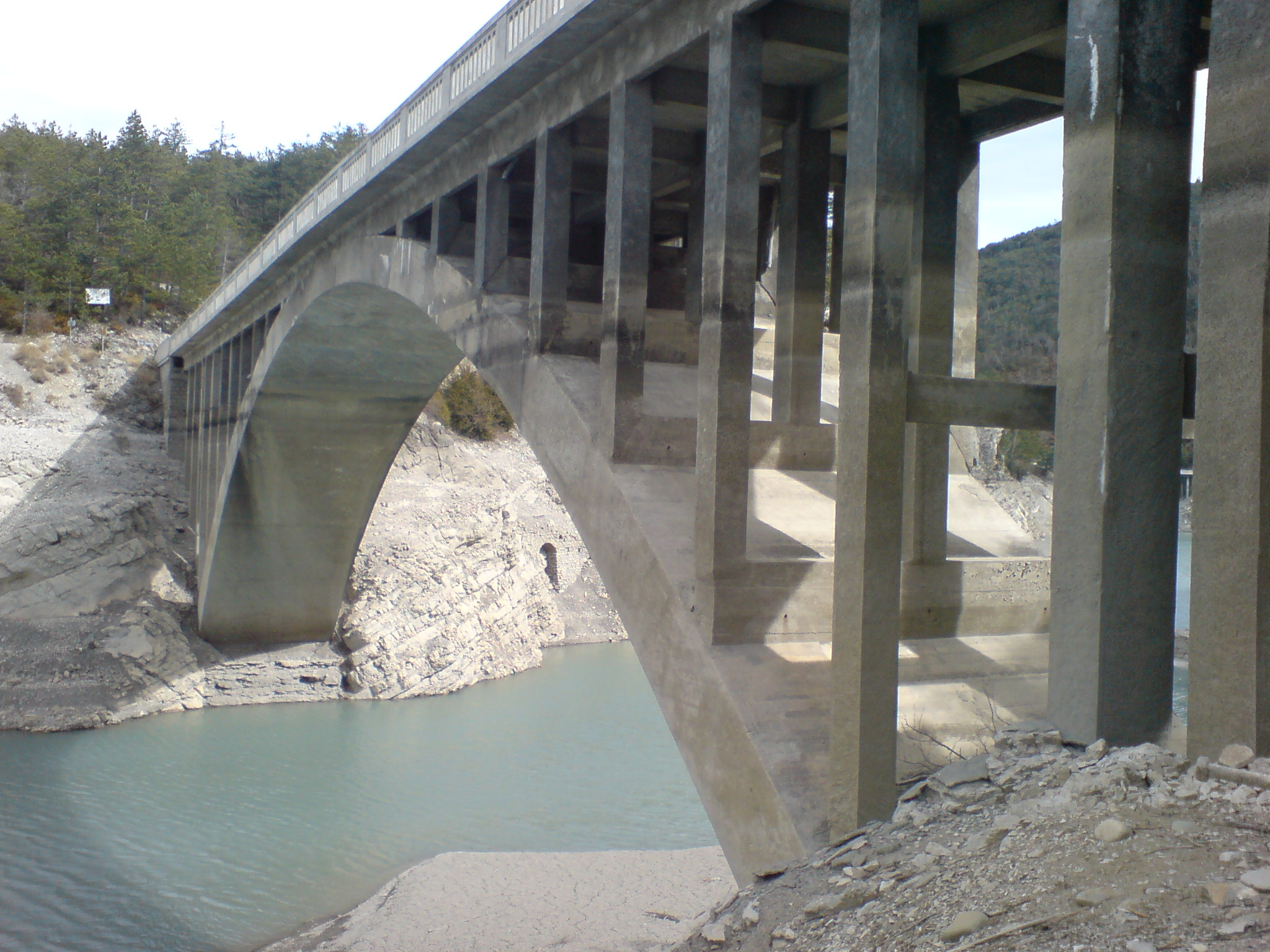
Pont Julien contemporain.
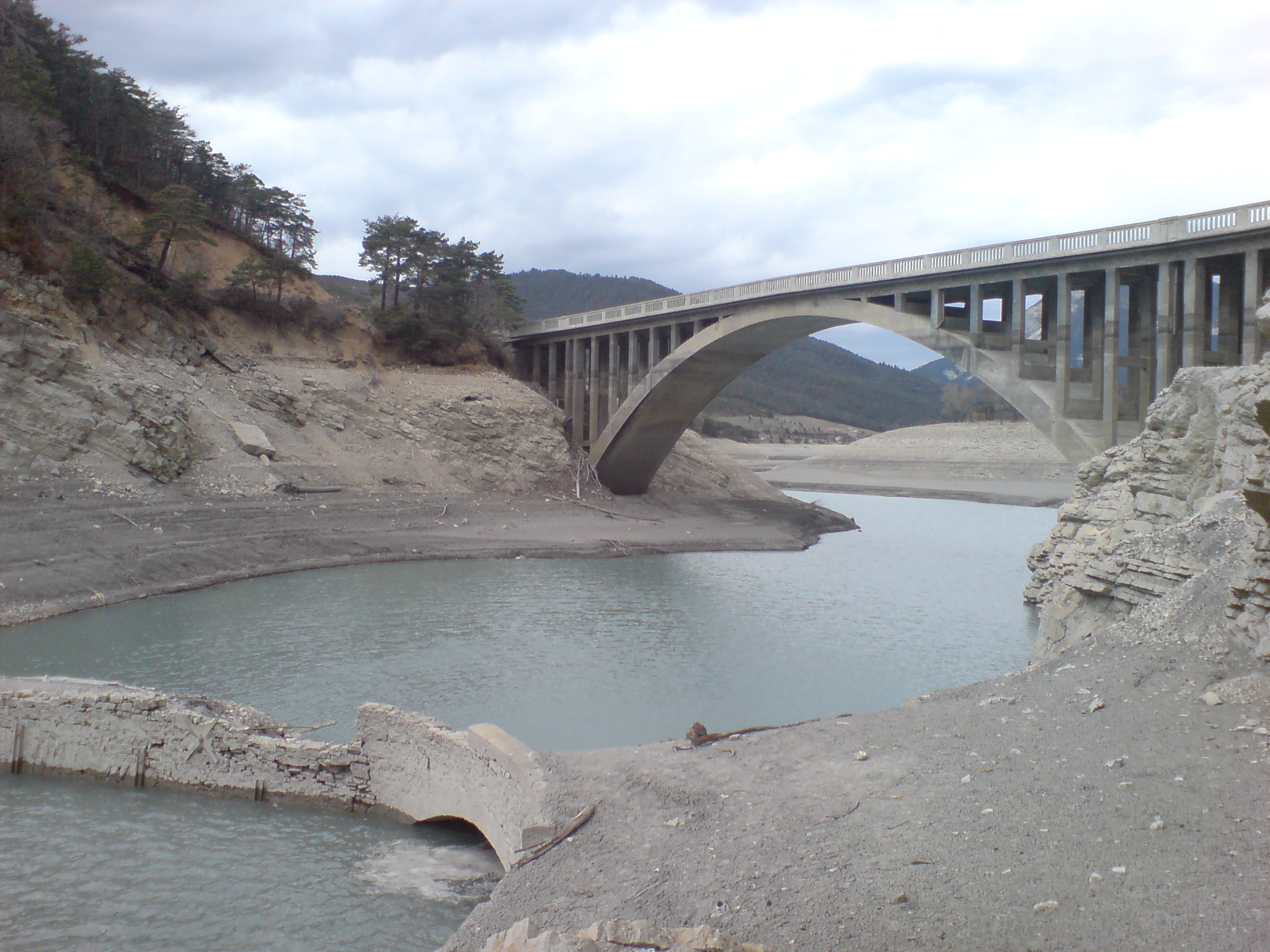
Le pont Julien du XVIIe siècle et le pont contemporain.

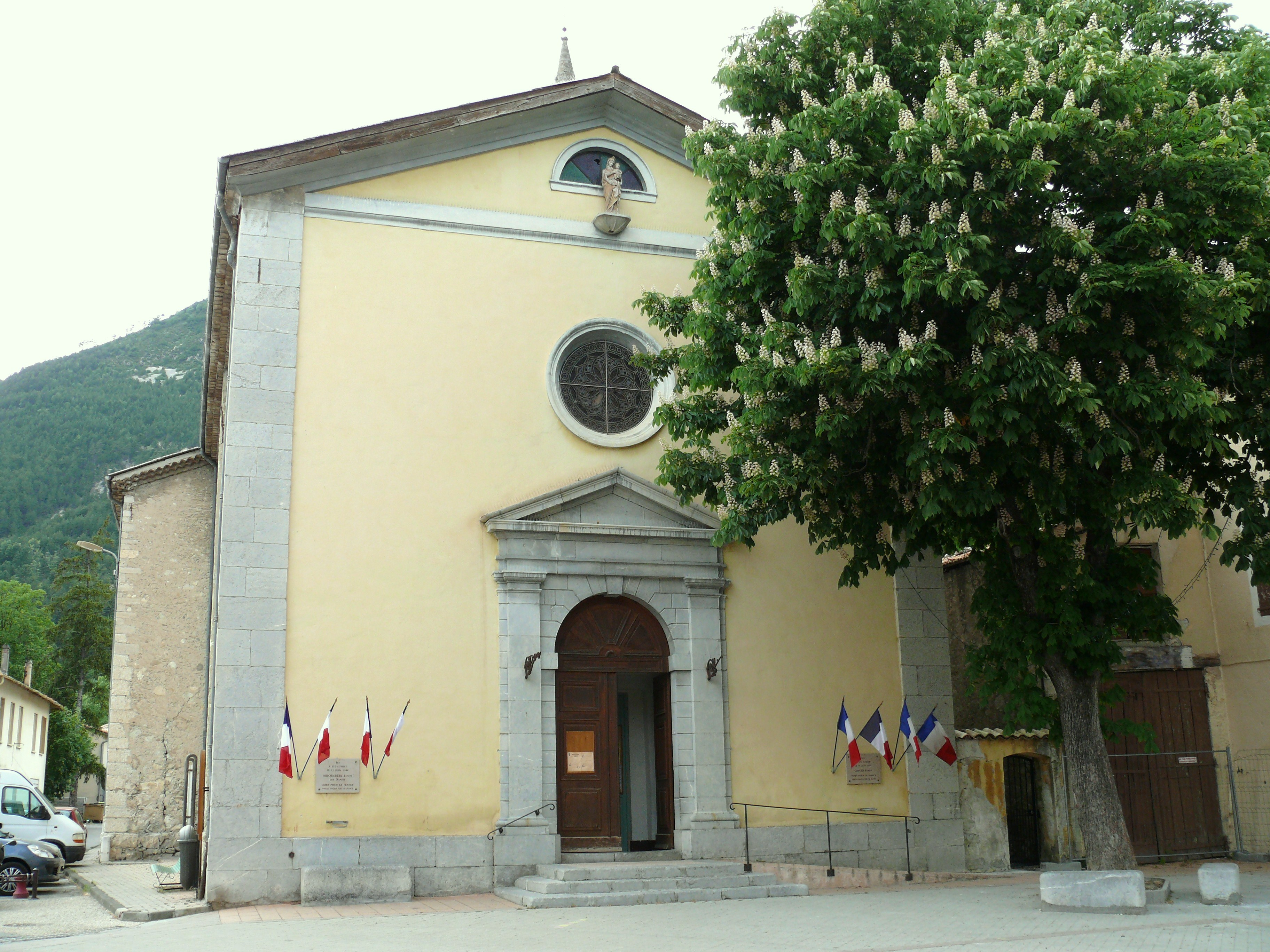
Église paroissiale Saint-André.

- L’église paroissiale Saint-André est construite entre 1847 et 1849. Sa nef longue de trois travées principales, et des travées intercalaires plus étroites, qui débouche dans un chœur sous coupole, courant à cette époque. Les chapelles latérales au chœur forment un faux transept. Le clocher est une tour, placée à côté du chœur[113]. Parmi son mobilier, sont classés monument historique au titre objet :
  - les deux bustes reliquaires de sainte Agathe et de saint Laurent, datant du XVIIIe siècle (bois peint et doré)[114] ;
  - un tableau représentant la Donation du Rosaire, du XVIIe siècle[115].
- L’ancienne église Saint-Martin, paroissiale, de Méouilles est en cours de restauration[38].
- Le monument aux morts[116],[117].
- Les chapelles :
  - Notre-Dame [118]: construite au XVIIe siècle, sa façade est refaite au XIXe siècle. Elle est constituée de deux nefs juxtaposées, voûtées d’arêtes[119] ;
  - Saint-Jean du Désert, sur la rive droite de l’Issole, elle date également du XIXe siècle[38].
- À Courchons : l’église Saint-Jacques-le-Majeur-et-Saint-Christophe, construite au début du XVIIe siècle (1609), est en ruines. Son toit était recouvert de bardeaux, les cloches logées dans un clocher-mur[120]. Cette église avait de multiples patrons : outre les deux titulaires, on compte aussi saint Jacques, saint Philippe et sainte Madeleine[38]. Il se trouve encore à proximité de l’ancien village, un bâtiment collectif restauré abritant la fontaine, le four à pain, et le lavoir offert par Boni de Castellane (photographie ci-dessous).
- Chapelle Saint-Jean-Baptiste[121] sur les contreforts du massif du Chalvet.
- Chapelle Saint-François[122] dans la maison de retraite Saint-François.

Courchons.
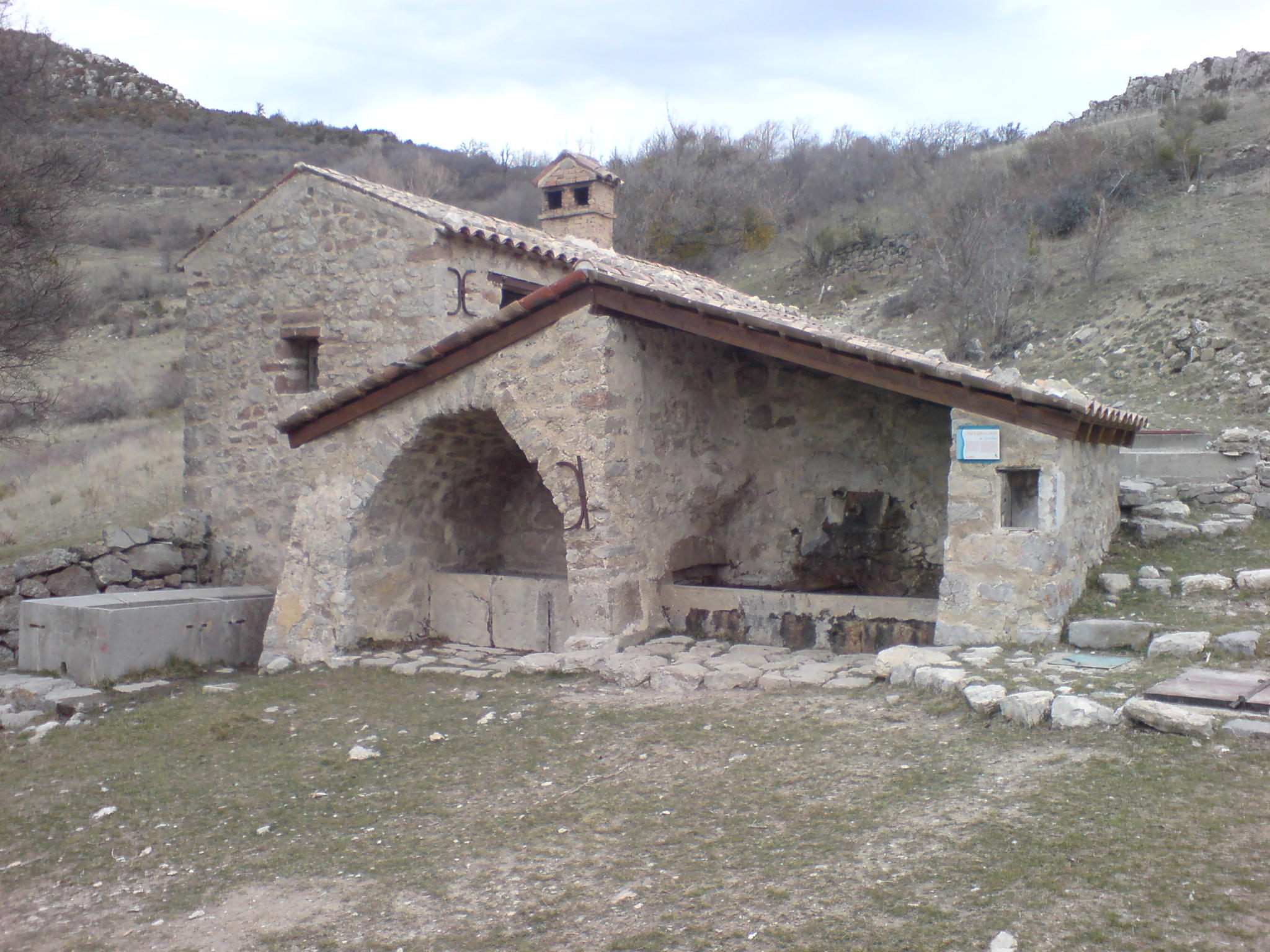
Four communal, fontaine et lavoir de Courchons (ce dernier offert par Boniface de Castellane).
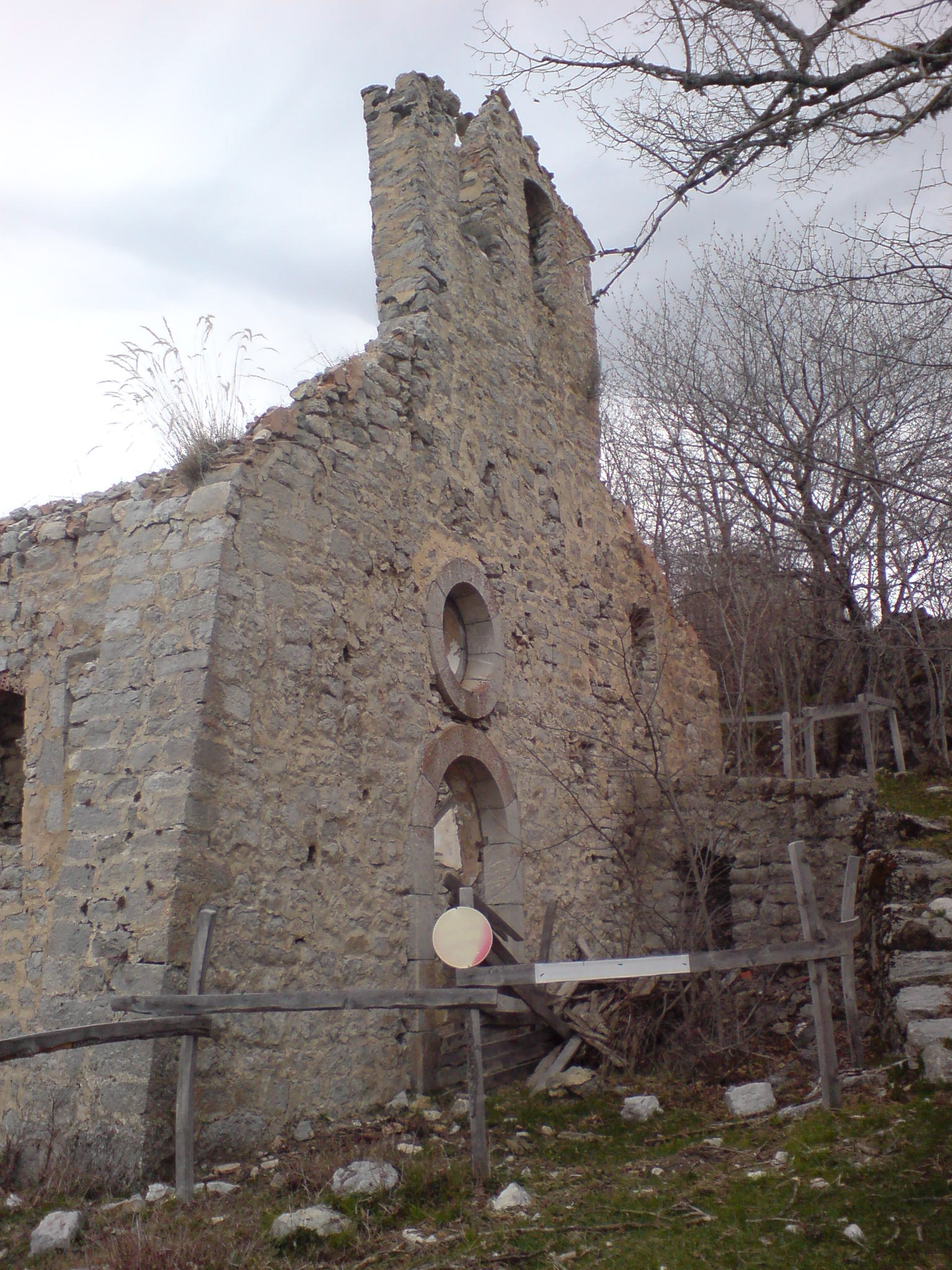
Façade église ancienne commune de Courchons, en ruines.

- Au hameau de Troins[123], dans la forêt au nord de Saint-André, l’église Saint-Michel-du-Seuil est en ruines[38],[43]. Il subsistait une abside de l’ancienne église de Troins en 1969[37], effondrée depuis. Sur le territoire de l’ancienne communauté, on trouve deux tours ruinées, dont une a pu être construite par le comte de Provence à la fin du XIIe siècle à l’époque où il matait les petits féodaux et construisait des châteaux pour les surveiller. Dans ce cas, il peut s’agir d’une tour confiée aux Hospitaliers[38].
- Enfin, on trouve un réseau de chemin de fer miniature (privé) chemin des Vertus[124].

### Personnalités liées à la commune

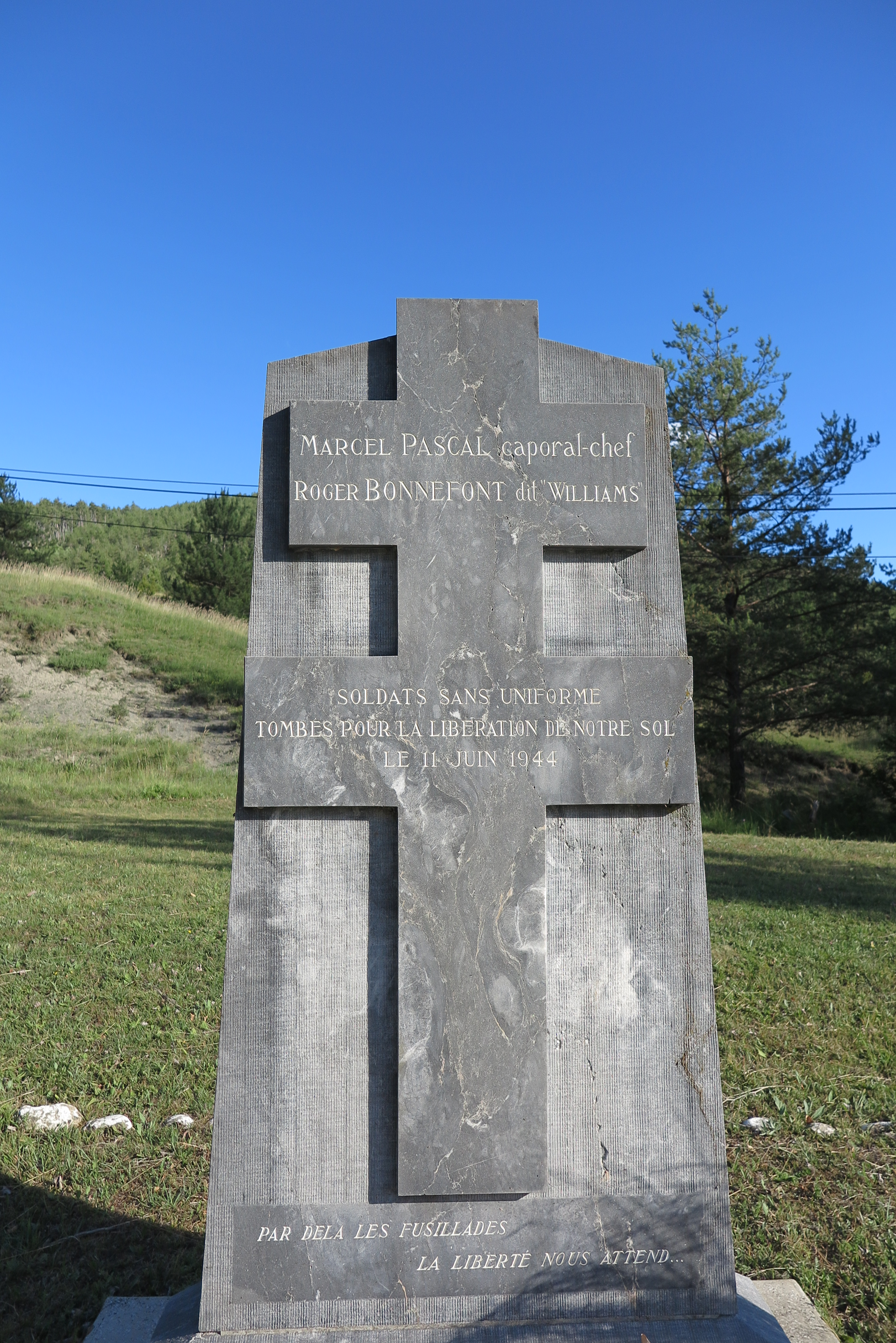
Monument mémoriel, col des Robines.

- La famille Simon au cours d'une période qui s'étend du XVIe au XIXe siècle a marqué la vie des communautés du Moyen Verdon. C'était une famille bourgeoise[125] présente depuis au moins le XVIe siècle à Saint-André-les-Alpes et dans ses environs[126] qui a donné de nombreux notaires, avocats, mais aussi ecclésiastiques, ces derniers ayant participé à la fondation de plusieurs chapelles ou églises dans la région du parc naturel régional du Verdon, dont notamment celle de La Mure-Argens ;
- Henri Juglar (né en 1738 à Saint André, mort en 1824), maire en 1791, député à la Législative lors de la Révolution française ;
- Alain Raoust, réalisateur né à Saint-André-les-Alpes ;
- Jean-François Nicolino, né en 1964 à Saint-André-les-Alpes, ingénieur motoriste de Formule 1 et des 24 h du Mans ;
- Jean Antoine Fabre, né et mort à Saint-André (1749-1837), ingénieur hydraulicien, dirigea les travaux du canal des Alpilles commencés en 1772[127] ;
- André Honnorat, né en 1776[128]. Il fut à la tête de la plus importante draperie du Verdon au XIXe siècle[129].
- Marcel Pascal, propriétaire de l'hotel Pascal, plaque tournante de la Résistance locale, et Roger Bonnefont, dit Williams, tombés le 11 juin 1944.

### Héraldique
| Blason de Saint-André-les-Alpes | Blason  | De sinople à un sautoir d'or et un saint André de carnation vêtu de gueules brochant sur le tout,.           |
| Blason de Saint-André-les-Alpes | Détails | Armes parlantes. Le statut officiel du blason reste à déterminer.                                            |
| Blason de Saint-André-les-Alpes | Alias   | D'azur à un château d'or et un chef d'argent, chargé du mot COURCHONS de sable. Courchons (ancienne commune) |
| Blason de Saint-André-les-Alpes | Alias   | D'or à un sureau de sinople fleuri d'argent. Méouilles (ancienne commune)                                    |
| Blason de Saint-André-les-Alpes | Alias   | D'azur à une fasce d'argent chargée du mot TROINS de sable. Troins (ancienne commune)                        |